# 올림픽 세이셸 선수단
올림픽 세이셸 선수단은 세이셸 대표로 올림픽에 참가하는 선수단이다. 세이셸은 1980년 올림픽에 처음 참가한 이후 대부분의 하계 올림픽에 선수단을 파견했으며, 세이셸이 IOC가 보낸 초청에 응답하지 않은 1988년 대회만 빠졌다. 세이셸은 동계 올림픽에 참가한 적이 없다.
현재까지 세이셸의 어떤 선수도 올림픽 메달을 획득한 적이 없다.
세이셸 국가 올림픽 위원회는 1979년에 창설되었으며 같은 해 국제 올림픽 위원회의 승인을 받았다.

## 같이 보기
- 분류:세이셸의 올림픽 참가 선수